# History of Science
History of Science – naukowe, multidyscyplinarne czasopismo poświęcone historii nauki, publikowane w języku angielskim, rosyjskim, tureckim, perskim, arabskim i azerbejdżańskim. Jest skierowane do historyków nauki z różnych krajów, zainteresowanych rozwojem nauki, jej wpływem na społeczeństwo oraz publikowaniem wyników badań w tej dziedzinie. Czasopismo publikuje również recenzje książek z zakresu historii nauki oraz raporty dotyczące tej tematyki.
Ukazuje się od 2018 roku. Czasopismo jest wydawane przez AcademyGate Publishing oraz International Metafizika Center. Wszystkie publikowane artykuły są recenzowane przez radę naukową. History of Science jest czasopismem indeksowanym w wielu międzynarodowych bazach danych.